# 女子ラグビーフットボール関西大会
関東女子ラグビーフットボール大会は、関西ラグビーフットボール協会の主催による女子ラグビー大会である。九州地区のチームも参加し、優勝・準優勝チームは、日本ラグビーフットボール協会主催の全国女子ラグビーフットボール選手権大会へ進出する。日本女子ラグビーフットボール連盟時代の1998年（平成10年）に始まった。

## 大会概要
2024年大会の実施要項から。
- 2024年11月17日から12月22日まで、中5日以上をあけて、5チーム総当たり戦（各チーム4試合実施）で順位を決定する。
- 試合時間： 40分ハーフ、ハーフタイムは15分以内。
- 15人制、選手登録は23人以内。
- スコッドの人数：World Rugby競技規則どおり（23人の場合はフロントローは最低6名用意）。
- 順位決定方法は、勝ち点制度を用いる。勝ち4点、引き分け2点、負け0点、負けても7点差以内の負けで1点追加、3トライ差以上の勝ちで1点追加。ペナルティトライは「トライ1、ゴール1」とカウントする。
- 優勝・準優勝チームは、「全国女子ラグビーフットボール選手権大会」の出場権を得る。
- 主催：関西ラグビーフットボール協会
- 主管：関西ラグビーフットボール協会女子委員会、兵庫県ラグビーフットボール協会、大阪府ラグビーフットボール協会、岡山県ラグビーフットボール協会、三重県ラグビーフットボール協会、広島県ラグビーフットボール協会

## 歴史
1988年（昭和63年）4月、日本女子ラグビーフットボール連盟が発足。11月、第1回「全国女子ラグビーフットボール交流大会」を開催。
1990年（平成2年）、関東で第1回「関東女子ラグビーフットボール大会」が開催。
1998年（平成10年）10月、第1回「女子ラグビーフットボール関西大会」を花園第3グラウンド（東大阪市）で開催。
2002年（平成14年）4月、日本女子ラグビーフットボール連盟は日本ラグビーフットボール協会に加盟し、発展的解消。
2014年（平成26年）11月、前年までの「全国女子ラグビーフットボール交流大会」に代わり、第1回「全国女子ラグビーフットボール選手権大会」として開催。5位決定戦として、関東・関西・九州の各協会エリアからの3チームが20分ハーフで対戦。3位決定戦として、関東・関西の2チームで30分ハーフ対戦。決勝戦（日本協会会長杯）は関東・関西の2チームが40分ハーフで対戦した。
2018年度（平成30年度）第21回「女子ラグビーフットボール関西大会」は、2019年2月に開催された。名古屋レディースR.F.C、神戸ファストジャイロ、Blue Peaglets（PEARLS、ながとブルーエンジェルス、四国大学、兵庫県R.S.レディースの合同）、大阪九州選抜（追手門学院、Hanazono Hollyhocks、寝屋川ウィメンズ、Rugirl-7West、九州産業大学の合同）の4チームによる総当たり戦。
2019年（令和1年）12月8日から2020年（令和2年）1月12日まで、第22回大会を開催。名古屋レディースR.F.C、兵庫・大阪・長門合同チーム、2019関西合同Teamの3チームによる総当たり戦。
2020年（令和2年）、新型コロナウイルス感染症の世界的流行により、第23回は中止。「全国女子ラグビーフットボール選手権大会」にPERALS（三重パールズ）が選抜され決勝戦1試合のみ実施し、PERALSが優勝した。
2021年（令和3年）11月-12月の第24回では、無観客試合や、有観客でも連絡先を申告などの対策を行った。2022年（令和4年）11月-12月の第25回は有観客試合で開催した。
2023年度（令和5年度）第26回大会は、PEARLS、合同1（春日井シティバルキリーズ、アザレア・セブン、兵庫県ラグビースクールレディース）、ALMA（富山サンダーバーズ、名古屋レディースR.F.C.、追手門学院女子ラグビー部VENUSの合同）・IRIE（滋賀ブリーズ、寝屋川ウィメンズ、神戸ファストジャイロ、四国大学の合同）、日本経済大学の5チームが出場した。

## 結果
| 回 | 年度 | 優勝 | 準優勝 | 3位 | 4位 | 5位 | 備考 | 出典   |
| 回 | 年度 | 全国女子ラグビーフットボール選手権大会への出場権 | 全国女子ラグビーフットボール選手権大会への出場権 | 3位 | 4位 | 5位 | 備考 | 出典   |
| -- | ---- | --- | --- | --- | --- | --- | ---- | ------ |
| 21 | 2018 | 名古屋レディースR.F.C | Blue Peaglets (PEARLS・ながとブルーエンジェルス・四国大学、兵庫県R.S.レディース)                                                                      | 大阪九州選抜 (追手門学院・Hanazono Hollyhocks・寝屋川ウィメンズ・Rugirl-7West・九州産業大学)                                                          | 神戸ファストジャイロ | ‐ |      | [ 13 ] |
| 22 | 2019 | 2019関西合同Team (アザレアセブン・PEARLS・京都ジョイナス・寝屋川ウィメンズ・Rugirl-7West・Hanazono Hollyhocks)                                        | 兵庫・大阪・長門合同 (追手門学院・兵庫県R.S.レディース・神戸ファストジャイロ・ながとブルーエンジェルス)                                               | 名古屋レディースR.F.C | ‐ | ‐ |      | [ 14 ] |
| 23 | 2020 | 新型コロナウイルス感染症の世界的流行のため開催なし。 2021年2月21日の「第7回全国女子ラグビーフットボール選手権大会」にはPEARLSが選抜出場し、優勝した。 | 新型コロナウイルス感染症の世界的流行のため開催なし。 2021年2月21日の「第7回全国女子ラグビーフットボール選手権大会」にはPEARLSが選抜出場し、優勝した。 | 新型コロナウイルス感染症の世界的流行のため開催なし。 2021年2月21日の「第7回全国女子ラグビーフットボール選手権大会」にはPEARLSが選抜出場し、優勝した。 | 新型コロナウイルス感染症の世界的流行のため開催なし。 2021年2月21日の「第7回全国女子ラグビーフットボール選手権大会」にはPEARLSが選抜出場し、優勝した。 | 新型コロナウイルス感染症の世界的流行のため開催なし。 2021年2月21日の「第7回全国女子ラグビーフットボール選手権大会」にはPEARLSが選抜出場し、優勝した。         |      |        |
| 24 | 2021 | PEARLS | 日本経済大学 | ALMA (富山サンダーバーズ・名古屋レディースR.F.C・追手門学院女子ラグビー部VENUS)                                                                       | 合同チーム (春日井シティバルキリーズ・アザレアセブン・兵庫県ラグビースクールレディース)                                                               | IRIE (滋賀ブリーズ・寝屋川ウィメンズ・神戸ファストジャイロ・四国大学)                                                                                         |      | [ 15 ] |
| 25 | 2022 | PEARLS | 九州・ながと合同 (日本経済大学女子ラグビー部・九州産業大学ラグビー部女子・ナナイロプリズム福岡・ながとブルーエンジェルス)                             | IRIE (四国大学・神戸ファストジャイロ・追手門学院大学女子ラグビー部VENUS・寝屋川ウィメンズ・兵庫県ラグビースクールレディース・京都ジョイナス)          | Central Rhinors (アザレアセブン・石川撫子RFC・ぎふ清流レディース・富山サンダーバーズ・名古屋レディースR.F.C・春日井シティバルキリーズ)                | ‐ |      | [ 16 ] |
| 26 | 2023 | PEARLS | 日本経済大学 | ALMA (富山サンダーバーズ・名古屋レディースR.F.C・追手門学院女子ラグビー部VENUS)                                                                       | 合同チーム (春日井シティバルキリーズ・アザレアセブン・兵庫県ラグビースクールレディース)                                                               | IRIE (滋賀ブリーズ・寝屋川ウィメンズ・神戸ファストジャイロ・四国大学)                                                                                         |      | [ 17 ] |
| 27 | 2024 | PEARLS | 九州・ながと合同 (久留米大学・ながとブルーエンジェルス・九州産業大学)                                                                                 | 日本経済大学 | 合同チーム (アザレアセブン・ぎふ清流レディース・名古屋レディースR.F.C・アタッターレ岡山・春日井シティバルキリーズ)                                    | Barbarians (追手門学院大学・神戸ファストジャイロ・四国大学・SHIGA BREEZE・兵庫県ラグビースクールレディース・寝屋川ウィメンズ・SCIXラグビークラブ・京都JOINUS) |      | [ 18 ] |
| 回 | 年度 | 優勝 | 準優勝 | 3位 | 4位 | 5位 | 備考 | 出典   |
| 回 | 年度 | 全国女子ラグビーフットボール選手権大会への出場権 | | 3位 | 4位 | 5位 | 備考 | 出典   |